# Alitzé
Alitzé är en ort i Mexiko.   Den ligger i kommunen Aquismón och delstaten San Luis Potosí, i den centrala delen av landet, 240 km norr om huvudstaden Mexico City. Alitzé ligger 757 meter över havet och antalet invånare är 750.
Terrängen runt Alitzé är kuperad västerut, men österut är den bergig. Runt Alitzé är det ganska tätbefolkat, med 134 invånare per kvadratkilometer. Närmaste större samhälle är Tampate, 9,9 km nordost om Alitzé. I omgivningarna runt Alitzé växer i huvudsak städsegrön lövskog.